# Мерсерсвил (Мериленд)
Мерсерсвил (енгл. Mercersville) насељено је место без административног статуса у америчкој савезној држави Мериленд.

## Демографија
По попису из 2010. године број становника је 130.
| Група             | 2000.    | 2010.       |
| Белци             | 0 (0,0%) | 115 (88,5%) |
| Афроамериканци    | 0 (0,0%) | 6 (4,6%)    |
| Азијати           | 0 (0,0%) | 0 (0,0%)    |
| Хиспаноамериканци | 0 (0,0%) | 1 (0,8%)    |
| Укупно            | 0        | 130         |